# STS-51-G
STS-51-Gは、アメリカ航空宇宙局 (NASA) のスペースシャトル計画の18回目の飛行であり、ディスカバリーの5回目の飛行である。7日間のミッションは、1985年6月17日にケネディ宇宙センターから打ち上げられ、6月24日にエドワーズ空軍基地に着陸した。サウジアラビアの王族であるスルタン・ビン・アブドゥルアズィーズ・アル・サウードがペイロードスペシャリストとして搭乗した。アル・サウードは、アラブ人として、またムスリムとして、また王族として初めて宇宙を訪れた。また、スペースシャトル時代の前の乗組員が1人もいない初めてのミッションとなった。

## 乗組員
- 船長 - ダニエル・ブランデンシュタイン（英語版） (2)
- 操縦手 - ジョン・クレイトン (1)
- ミッションスペシャリスト1 - シャノン・ルシッド(1)
- ミッションスペシャリスト2 - スティーブン・ネーゲル（英語版） (1)
- ミッションスペシャリスト3 - ジョン・ファビアン（英語版） (2)
- ペイロードスペシャリスト1 - パトリック・ボードリー（英語版）(CNES) (1)
- ペイロードスペシャリスト2 - スルタン・ビン・アブドゥルアズィーズ・アル・サウード (1)

### バックアップ
- ペイロードスペシャリスト1 - ジャン＝ルー・クレティエン(CNES)
- ペイロードスペシャリスト2 - アブドゥルモーセン・アル・バサン(RSAF)

## ミッションの概要
ディスカバリーは、1985年6月17日午前7時33分 (EDT) にケネディ宇宙センター第39発射施設から打ち上げられた。乗組員は、船長のダニエル・ブランデンスタイン、操縦手のジョン・クレイトンと、ミッションスペシャリストのシャノン・ルシッド、スティーブン・ネーゲル、ジョン・ファビアン、ペイロードスペシャリストでフランス人のパトリック・ボードリー、サウジアラビアの王族であるスルタン・ビン・アブドゥルアズィーズ・アル・サウードであった。
STS-51-Bは、アラブ衛星通信機構のアラブサット-1B、メキシコのメレロス1号、AT&Tのテルスター3Dの3機の通信衛星を運んだ。ディスカバリーから放出された後、3機ともペイロード・アシスト・モジュールを用いて静止トランスファ軌道に達することができた。
他に運ばれたのは、オービタから放出された後、回収されるまで自由に宇宙を動き回るように設計されたスパルタン1である。スパルタン1は、140kgの天文観測機器を搭載していた。オービタとは独立に、正常に展開、運用された。ディスカバリーはさらに材料実験のための炉、フランスのいくつかの生物医学実験、6つのGetaway Specialがあり、GO34 Getaway Specialのシャットダウンの時期が早かったものの、全て成功した。
このミッションの最後のペイロードは、戦略防衛構想のためのHigh Precision Tracking Experiment (HPTE) であった。HEPTは37周目の最初の挑戦では、オービタが正しい高度になかったため展開に失敗し、64周目で展開に成功した。
ディスカバリーは、1985年6月24日午前9時12分 (EDT) に、7日間と1時間38分52秒のミッションを終えて、エドワーズ空軍基地に着陸した。

## 起床コール
NASAは、ジェミニ計画の際に、宇宙飛行士のために音楽をかけることを始め、アポロ15号の時に初めて起床のために音楽を使った。それぞれの曲は、しばしば宇宙飛行士の家族が特別に選んだもので、乗組員に個人的な特別な意味のあるものや日々の活動に適したものである。
| 日    | 曲                      | 歌手/作曲家                                |
| ----- | ----------------------- | ------------------------------------------ |
| 2日目 | "I Feel the Earth Move" | キャロル・キング                           |
| 3日目 | 『プラウド・メアリー』  | クリーデンス・クリアウォーター・リバイバル |
| 4日目 | "Sailing"               | クリストファー・クロス                     |
| 5日目 | 『かもめのジョナサン』  | ニール・ダイアモンド                       |
| 6日目 | 『結婚行進曲』          | フェリックス・メンデルスゾーン             |

## ギャラリー

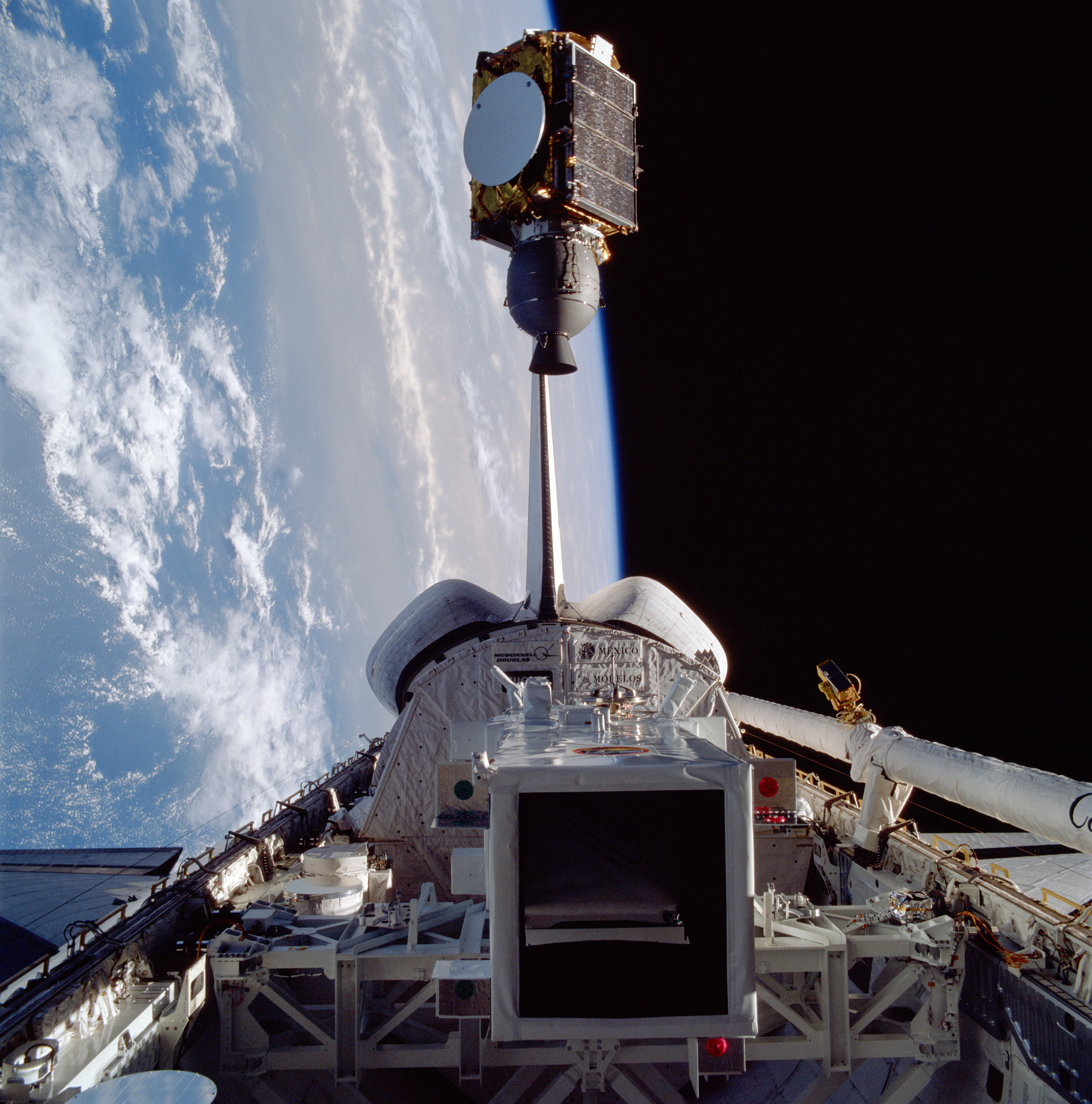
アラブサット-1Bの放出
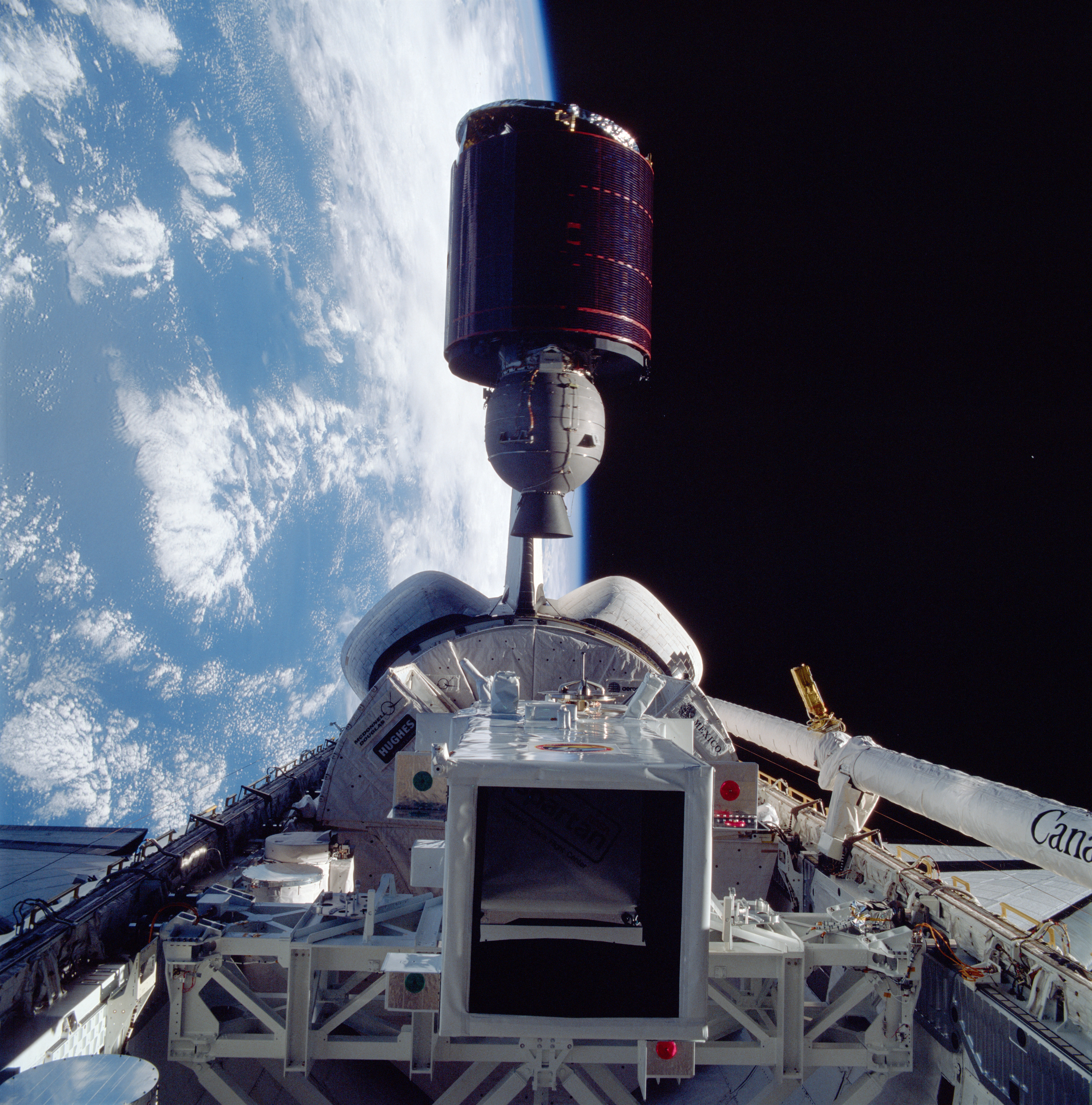
メレロス1号の放出
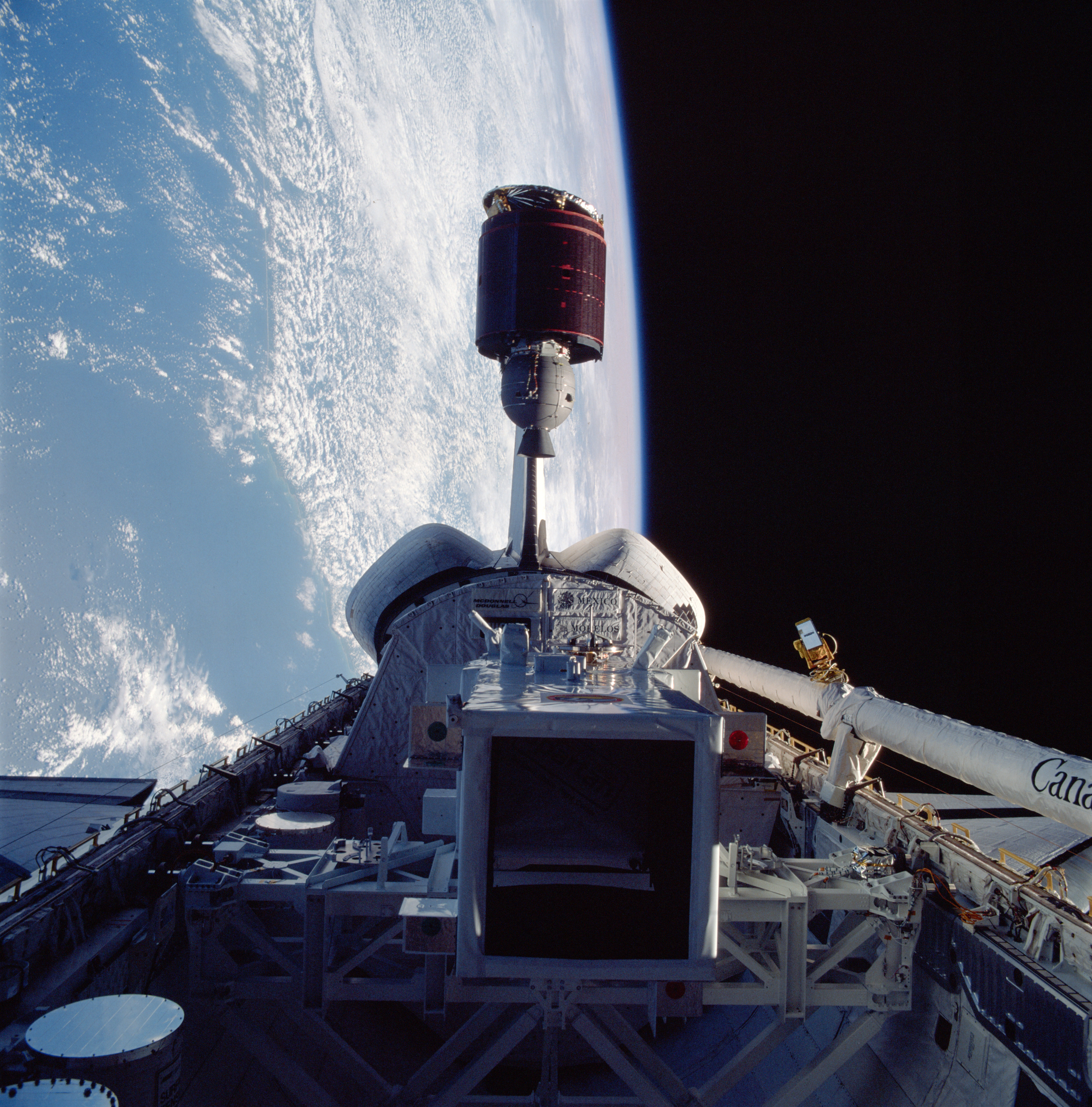
テルスター3Dの放出
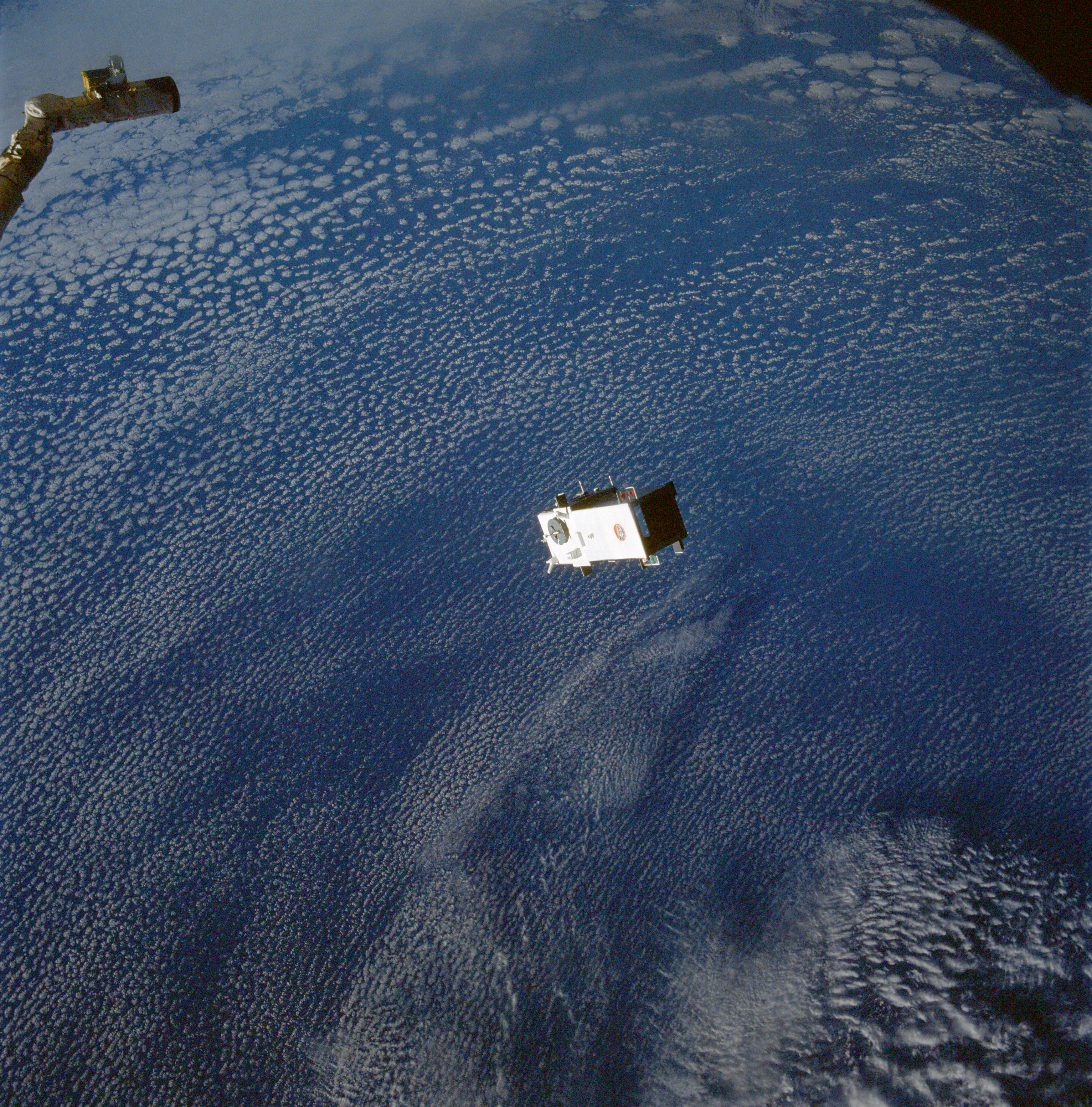
放出後のスパルタン1